# 依虑王
依虑（242年—285年），是魏晋时期的夫餘国国王。曹魏正始八年（247年），夫餘王麻余死，其子依虑年六岁，被部众立为夫餘王。曹魏灭亡，西晋建立，依虑为了对付慕容鲜卑和高句丽，频频向晋武帝朝贡，太康六年（285年），夫餘国为慕容廆击破，依虑自杀，王族投奔沃沮。